# Pilar Fraile
Pilar Fraile Amador (Salamanca, 1975) es una escritora y profesora española. En 2021 ganó el Premio de la Crítica de Castilla y León con su novela Días de euforia. Fue la primera mujer que recibió ese galardón en los diecinueve años de existencia del premio.

## Trayectoria
Se doctoró en Teoría de la literatura por la Universidad Complutense de Madrid y ejerce como profesora de filosofía en un instituto de educación secundaria de Madrid. Como escritora ha escrito novelas, cuentos, ensayos y poesía. También fue coguionista, junto a Pedro Campoy, del cortometraje El desierto de lo real. En 2020 comenzó a publicar en el periódico El País.

## Reconocimiento
En 2021 se convirtió en la primera mujer en recibir el Premio de la Crítica de Castilla y León, otorgado por el Instituto Castellano y Leonés de la Lengua, galardón que reconoce al mejor libro publicado por un autor de la comunidad autónoma de Castilla y León.

## Obras

### Novelas
- Las leyes de la caza (Candaya, 2025)
- Días de euforia (Alianza editorial, 2020)
- Las ventajas de la vida en el campo, (Caballo de Troya, 2018)

### Cuentos
- Los nuevos pobladores (Ediciones Traspiés, 2014)

### Ensayo
- Materiales para la ficción (Editorial Grupo 5, 2017).

### Poesía
- Falta, (Amargord, 2015).
- Larva seguido de Cerca (Amargord, 2012).
- La pecera subterránea (Amargord, 2010)
- El límite de la ceniza (Prensas Universitarias de Zaragoza, 2006)